# Perklice
Perklice (deutsch Pirklitz, früher Perklitz) ist ein Dorf in der Landgemeinde (Gmina) Mikołajki Pomorskie (Niklaskirchen) im Powiat Sztumski (Stuhmer Kreis) der polnischen Woiwodschaft Pommern.

## Geographische Lage
Das Dorf liegt im ehemaligen Westpreußen, etwa 16 Kilometer südöstlich von Stuhm (Sztum), 13 Kilometer südwestlich von Christburg (Dzierzgoń) und zwei Kilometer nördlich von Stangenberg (Stążki).

## Geschichte

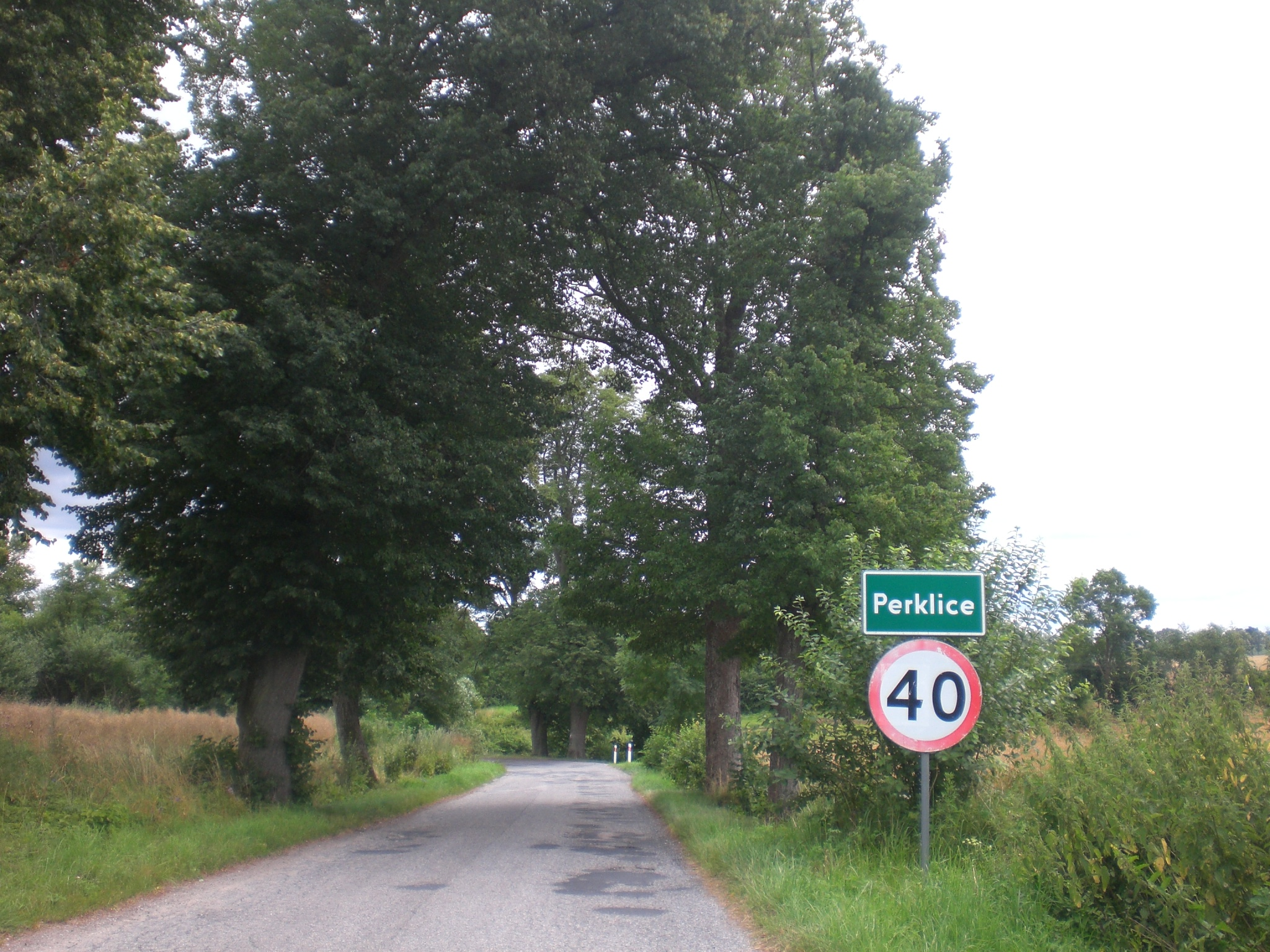
Dorfeingang (Juli 2022)

Ältere Ortsbezeichnungen sind Pirkelwitz (1288), Pirkelicz (1399), Pirklitz (1418), Birken (1437), Birk (1518) sowie Perkliczki oder Perklice (1664). Pirklitz gehörte zum Güter-Komplex Stangenberg. 1418 verlieh der Deutsche Orden die Güter Stangenberg, Pirklitz und Höfchen dem Ritter Jon Swynichen; 1453 werden diese wiederum dem Orden für 1850 Mark verkauft. In der ersten polnischen Zeit war Stenzel Koska der Besitzer, der sich danach von Stangenberg oder Stemberg nennt.
Im letzten Viertel des 18. Jahrhunderts gehörte Pirklitz dem Generalmajor Carl Albrecht Schack von Wittenau.
In die Landgemeinde Pirklitz wurde am 30. September 1929 der Gutsbezirk Höfchen eingegliedert.
Im Jahr 1945 gehörte die Landgemeinde Pirklitz zum Landkreis Stuhm im Regierungsbezirk Marienwerder im Reichsgau Danzig-Westpreußen des Deutschen Reichs. Pirklitz war dem Amtsbezirk Stangenberg zugeordnet.
Im Januar 1945 wurde Pirklitz von der Roten Armee besetzt. Nach Beendigung der Kampfhandlungen wurde die Region seitens der sowjetischen Besatzungsmacht zusammen mit ganz Hinterpommern und der südlichen Hälfte Ostpreußens – militärische Sperrgebiete ausgenommen – der Volksrepublik Polen zur Verwaltung überlassen. Es wanderten nun Polen zu. Pirklitz wurde unter der polnischen Ortsbezeichnung „Perklice“ verwaltet. Die einheimische Bevölkerung wurde mit wenigen Ausnahmen von der polnischen Administration aus Pirklitz vertrieben.

### Demographie
| Jahr | Einwohner | Anmerkungen |
| ---- | --------- | --- |
| 1818 | 90        | adliges Dorf, zur Herrschaft Stangenberg gehörig                                                                |
| 1864 | 178       | Dorf, davon 107 Evangelische und 69 Katholiken                                                                  |
| 1910 | 106       | Dorf, am 1. Dezember, darunter 38 Evangelische und 68 Katholiken; vierzig Personen mit polnischer Muttersprache |
| 1933 | 176       | [ 8 ] |
| 1939 | 182       | [ 8 ] |

## Kirche
Die Protestanten der hier bis 1945 anwesenden Dorfbevölkerung gehörten zur evangelischen Pfarrei Groß Rohdau.